# Jesse van Muylwijck
Jesse van Muylwijck (Groningen, 19 maart 1961) is een Nederlandse striptekenaar, cartoonist en beeldend kunstenaar. Van Muylwijck is gespecialiseerd in humoristische krantenstrips. Zijn eerste strips, Er was eens en Visserslatijn, verschenen vanaf 1981 in kleine kranten. Sinds 18 oktober 1993 tekent hij de strip De Rechter, waar in juni 2011 al 5500 afleveringen van waren verschenen in diverse Nederlandse dagbladen. Naast De Rechter maakte hij de albums De Notaris weet er meer van, Deurwaarder Van Dokken en De Advocaat weet altijd Raad. In 2010 ontving hij de stripschapprijs voor De Rechter.
Van Muylwijck schreef samen met cartoonist Frans Le Roux het Teleac-cursusboek Strip- en Cartoontekenen.

## Achtergrond
Van Muylwijck rondde in 1985 een studie rechten af in Groningen, waar hij vervolgens Academie Minerva bezocht. Van Muylwijck emigreerde in 2005 met zijn familie naar Vancouvereiland. Van daaruit blijft hij zijn strip voor de Nederlandse kranten maken, waarmee hij elke dag ruim 3,5 miljoen lezers bereikt.